# Dogo del Tíbet
El dogo del Tíbet, también conocido como mastín tibetano, es una raza de perro originaria de China. Su pelaje largo de doble capa está sujeto al clima y se encuentra en una amplia variedad de colores, que incluyen negro sólido, negro y fuego, varios tonos de rojo (desde dorado pálido hasta rojo intenso) y gris azulado (negro diluido), y en ocasiones con marcas blancas alrededor del cuello, pecho y patas.[cita requerida]

## Historia
Es una antigua raza de trabajo de los pastores nómadas del Himalaya y un guardián tradicional de los monasterios tibetanos. Se ha rodeado de gran misticismo desde que fue descubierto en la antigüedad. Desde su mención por Aristóteles (384-322 a. C.) a las famosas escrituras de Marco Polo, quien fue a Asia en 1271, todos los informes históricos alaban la fuerza natural y grandeza del dogo del Tíbet, tanto física como mentalmente. Hasta su ladrido ha sido descrito como único y como característica altamente atesorada de la raza. El registro de la venta más alta por un perro de esta raza es de 1.6 millones de Euros, un perro llamado Hong Dong comprado por un magnate del Carbón en China.
Los canófilos europeos destacados del pasado como Martin y Youatt, Megnin, Beckmann, Siber, así como también Strebel, Bylandt, han investigado intensamente al mastín tibetano por estar fascinados con su origen y función en la cultura tibetana. Está considerada como la raza de donde derivaron todas las razas de montaña grandes y de todos los mastines.
Uno de los primeros dogos del Tíbet en alcanzar orillas occidentales fue un ejemplar macho enviado a la reina Victoria por Lord Hardinge (en ese entonces Virrey de la India) en 1847. Posteriormente, en 1880 Eduardo VII (en ese entonces príncipe de Gales), se llevó dos perros de regreso a Inglaterra.[cita requerida] Uno de los primeros registros de camada de dogos tibetanos fue en 1898, nacida en el Zoológico de Berlín.
Según testimonios que se remontan a 2000 a. C., el mastín tibetano era empleado por los asirios como perro de guerra y para la custodia de los prisioneros.
Todavía aparece con el mismo aspecto en los bajorrelieves babilónicos, egipcios y griegos, demostrando de este modo la gran difusión que tuvo en tiempos tan remotos. Con las conquistas romanas y las invasiones de los pueblos asiáticos, se extendió rápidamente por la cuenca del Mediterráneo, dando origen a todas las razas de molosos europeos, a muchas de pastor y a otras de salvamento como el San Bernardo, el Terranova y el perro de montaña de los Pirineos.[cita requerida]

## Descripción
Su doble pelaje es largo, está sujeto al clima y se encuentra en una amplia variedad de colores, que incluyen negro sólido, negro y fuego, varios tonos de rojo (desde dorado pálido hasta rojo intenso) y gris azulado (negro diluido), a menudo con marcas blancas. A partir de 2014, algunos criadores habían comenzado a comercializar mastines tibetanos blancos. Estos perros son en realidad de un color dorado muy pálido, no verdaderamente blancos.[cita requerida]
El pelaje de un dogo del Tíbet carece del desagradable olor a perro grande que afecta a muchas razas grandes. El pelaje, cualquiera que sea su longitud o su color, debe desprender suciedad y olores. Aunque los perros mudan algo de pelo a lo largo del año, generalmente hay una gran muda a finales del invierno o principios de la primavera y, a veces, otra muda menor a finales del verano o principios del otoño (la esterilización del perro puede afectar drásticamente el pelaje en cuanto a textura, densidad y patrón de muda).[cita requerida]

## Temperamento

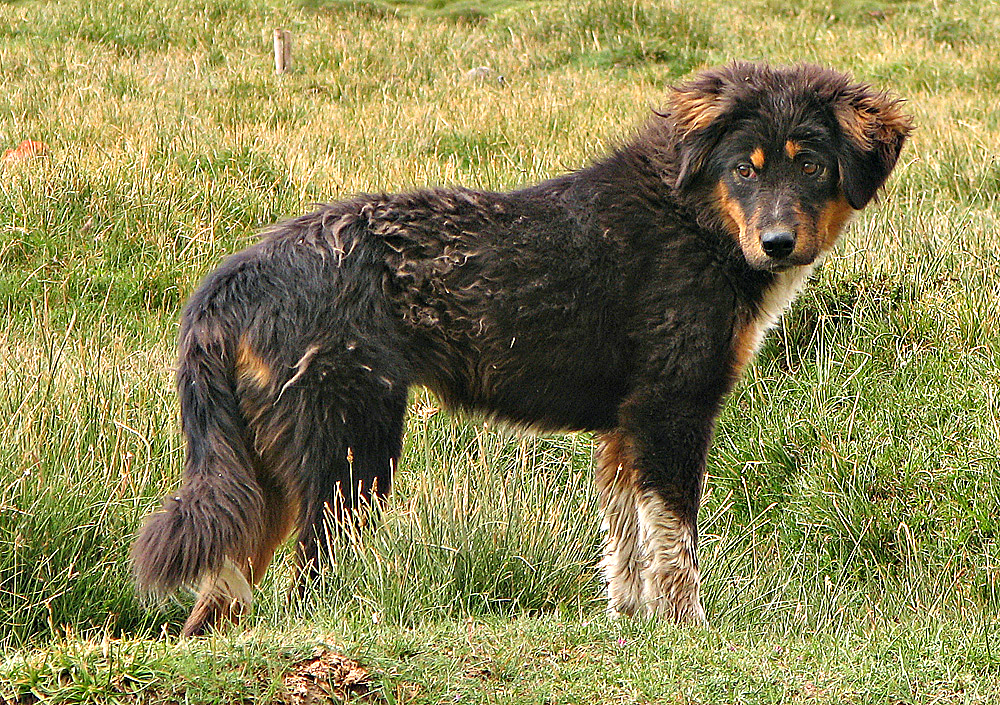
Cachorro de Dogo del Tíbet.

Como perro guardián de rebaños en el Tíbet y en Occidente, utiliza todas las tácticas habituales de vigilancia del ganado (por ejemplo, ladridos, marcas de olores en los perímetros) para advertir a los depredadores y evitar enfrentamientos directos. Los mastines tibetanos pueden correr hasta una velocidad de 20 mph (32 km/h) en distancias cortas.[cita requerida]
Como perro socializado y más doméstico, puede prosperar en un patio espacioso y cercado con un compañero canino, pero no es un perro apropiado para vivir en un apartamento. Los perros criados en Occidente son generalmente más tranquilos, aunque todavía algo distantes con los extraños. A lo largo de cientos de años de cría selectiva para una bandada protectora y guardiana familiar, la raza ha sido apreciada por ser un centinela nocturno, mantener a raya a posibles depredadores e intrusos y ladrar ante sonidos no identificados durante toda la noche. No se recomienda dejar a un mastín tibetano afuera toda la noche con vecinos cercanos. A menudo duermen durante el día, lo que los hace más activos, alertas y conscientes por la noche.
Como todas las razas guardianas de rebaños, son inteligentes y tercos hasta el extremo, por lo que se recomienda el entrenamiento de obediencia (aunque solo tiene un éxito moderado con algunos individuos), ya que se trata de una raza de carácter fuerte y cuerpo poderoso. A menos que vayan a ser utilizados exclusivamente como guardianes del ganado, el entrenamiento de socialización también es fundamental en esta raza, debido a su naturaleza reservada con los extraños y sus instintos guardianes. Pueden ser excelentes perros de familia, dependiendo de la familia; los dueños deben comprender la psicología canina y ser capaces y dispuestos a dedicar mucho tiempo y dedicación al entrenamiento de sus perros. La falta de coherencia puede dar lugar a la creación de perros impredecibles. La actitud protectora de los mastines tibetanos requiere vigilancia y planificación por parte del dueño, para evitar contratiempos cuando el perro simplemente reacciona como guardián. La raza no se recomienda para dueños de perros novatos.[cita requerida]

## Salud

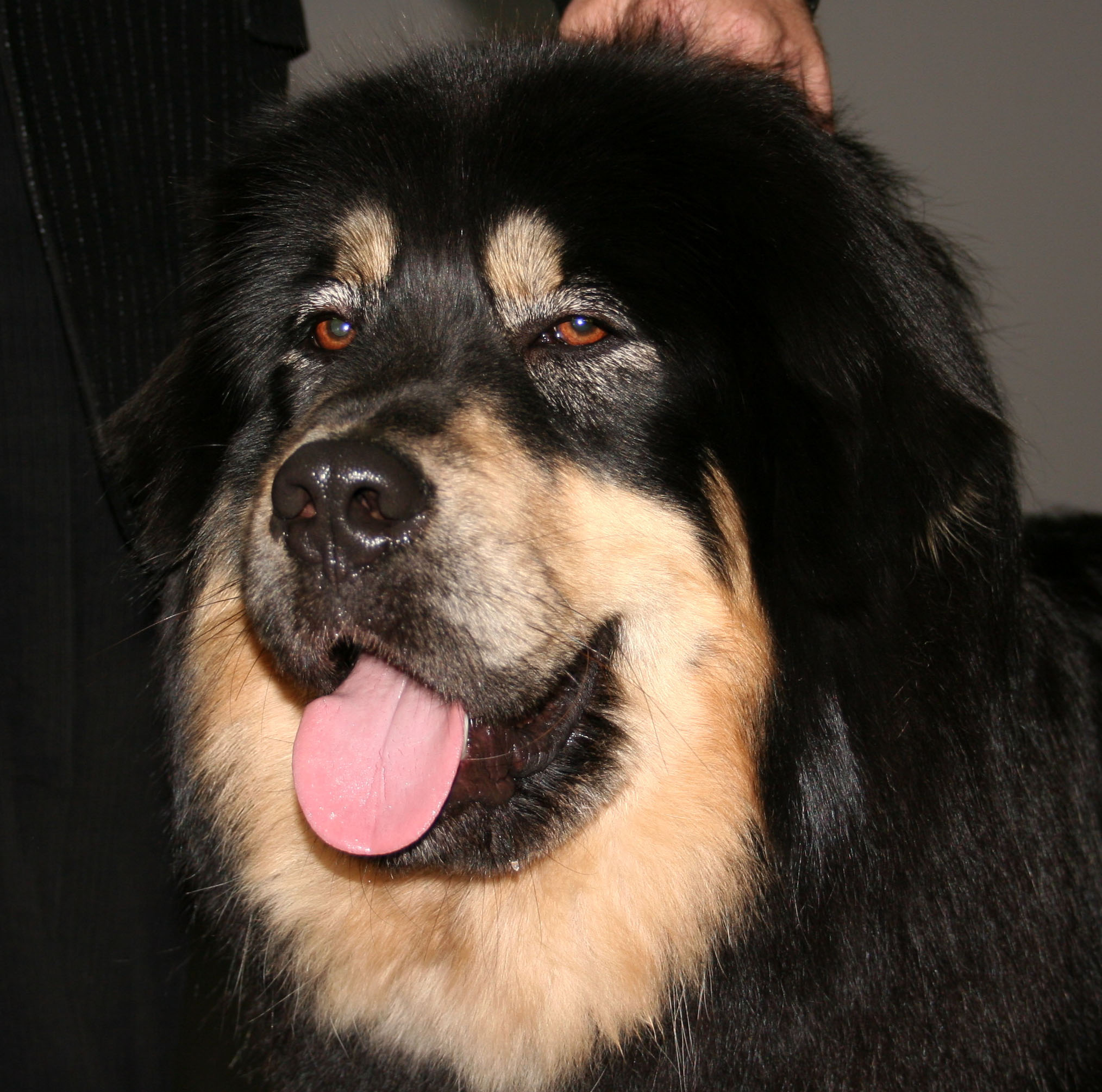
Dogo del Tíbet negro y fuego.

Muchos criadores afirman una esperanza de vida de 10 a 16 años, pero estas afirmaciones no están fundamentadas. Algunas líneas producen perros longevos. Otras líneas más consanguíneas producen perros poco saludables y de vida corta.[cita requerida] El dogo del Tíbet tiene menos problemas de salud genéticos que muchas razas, pero se pueden encontrar casos de displasia de cadera, displasia de codo, hipotiroidismo, entropión, ectropión, distiquiasis, problemas de la piel incluyendo alergias, enfermedad de Addison, enfermedad de Cushing, maloclusión, problemas cardíacos, convulsiones, epilepsia, atrofia progresiva de retina, cataratas y conductos auditivos pequeños con tendencia a infectarse.[cita requerida]

## En la cultura popular
- La película de animación de 2016 Rock Dog presenta a un mastín tibetano llamado Bodi y su padre, Khampa.
- El Pokémon Mabosstiff está basado en un mastín tibetano.
- La película animada de 2011 El perro tibetano dirigida por Masayuki Kojima también presenta a un mastín tibetano de color amarillo dorado